# 坎帕尼利亞區
7°29′04″S 76°39′16″W / 7.4844°S 76.6544°W
坎帕尼利亞區（西班牙語：Distrito de Campanilla），是秘魯的一個區，位於該國中北部聖馬丁大區的卡塞雷斯元帥省，始建於1959年1月24日，面積2,249.8平方公里，海拔高度310米，2005年人口7,526，人口密度每平方公里3.3人。